# Val di Daone
La Val di Daone o più brevemente Val Daone è una vallata alpina del Trentino, percorsa dal fiume Chiese. La sua parte superiore è propriamente chiamata Val di Fumo.

## Descrizione
Si sviluppa per circa 30 chilometri, con un dislivello di quasi 2500 metri, incuneandosi all'interno del massiccio montuoso dell'Adamello di cui rappresenta una delle valli principali. Il suo imbocco è posto a 510 m sopra il livello del mare, in prossimità del centro di Creto (comune di Pieve di Bono-Prezzo) nelle Valli Giudicarie, mentre la sua testata è il Passo della Val di Fumo, a 2939 m di quota, tra i vasti ghiacciai dell'Adamello, dalla cui fusione ha origine il Chiese.
Nella parte più alta la valle ha un andamento nord-sud, per piegare in direzione nordest-sudovest nella parte che precede il lago artificiale di Malga Bissina. In questi due primi settori la valle assume il nome di Val di Fumo. Su uno sperone roccioso poco sopraelevato rispetto al fondo valle, a 1918 m, sorge il Rifugio Val di Fumo. Sulla sinistra orografica della parte più alta della valle, i monti che la contornano raggiungono i 3462 m con il Carè Alto. Scendendo dopo il lago di Malga Bissina la valle riprende un andamento nord-sud fino al lago di Malga Boazzo. Nella sua parte finale, dove sorge l'abitato di Daone assume invece una direzione nordovest-sudest.
La valle amministrativamente è in gran parte compresa nel comune di Valdaone. L'abitato più popolato è la frazione di Daone. Nella parte alta invece è pressoché priva di insediamenti umani permanenti ma vi si trovano alcuni rifugi e alberghi di montagna. La valle è percorsa dalla strada provinciale SP27 che da Lardaro passa per Daone e risale quindi la valle sino ai 1789 m del lago di Malga Bissina ove termina divenendo sentiero sul quale non possono circolare i mezzi motorizzati.

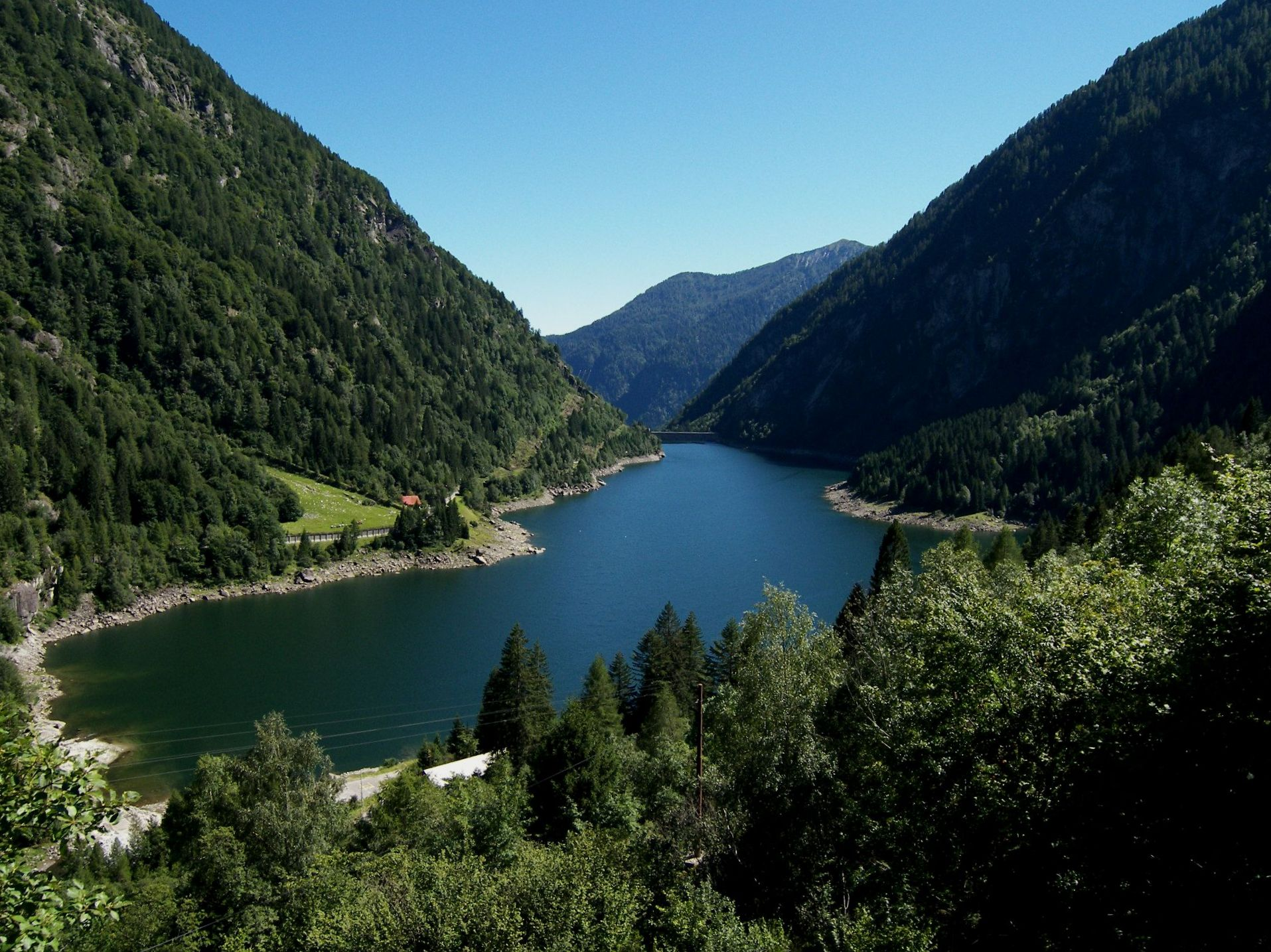
Il lago di Malga Boazzo (1224 m s.l.m.)

Caratteristica importante della valle sono i laghi. Oltre ai due grandi bacini artificiali, sfruttati per la produzione di energia elettrica, che sono il già citato lago di Malga Bissina e il lago di Malga Boazzo (situato a 1224 m), vi sono numerosi laghetti di origine naturale che costellano le brevi e ripide valli laterali. Tra di essi sono da menzionare il lago Nero (o lago Scuro), a 2150 m ai piedi del Monte Bruffione (2664 m), il lago di Campo (1944 m), il lago di Copidello (1968 m) e il lago di Casinei (2060 m).
Per quanto riguarda gli sport connessi con l'ambiente montano la Val di Daone è nota soprattutto per le sue cascate, che nella stagione invernale diventano templi dell'arrampicata su ghiaccio e sono frequentate da numerosi appassionati di questa pratica alpinistica. La val di Daone è inoltre conosciuta per la pratica del bouldering sui massi granitici presenti.